# Interlands Oostenrijks voetbalelftal 1920-1929
Deze pagina toont een chronologisch en gedetailleerd overzicht van de interlands die het Oostenrijks voetbalelftal heeft gespeeld in de periode 1920 – 1929.

## Interlands

### 1920
|                                                                   |                                                 |       |                                   |                                                                             |
| 2 mei Vriendschappelijk № 61 «onderlinge duels» 17:00 uur (UTC+2) | Oostenrijk                                      | 2 – 2 | Hongarije                         | WAC-Platz, Wenen Toeschouwers: 20.000 Scheidsrechter: Willy Schmieger (AUT) |
| 2 mei Vriendschappelijk № 61 «onderlinge duels» 17:00 uur (UTC+2) | Gustav Wieser 44' (pen.) Ferdinand Swatosch 66' |       | 37' István Tóth 44' Mihály Pataki | WAC-Platz, Wenen Toeschouwers: 20.000 Scheidsrechter: Willy Schmieger (AUT) |

|                                                                          |                                                    |       |                                      |                                                                               |
| 26 september Vriendschappelijk № 62 «onderlinge duels» 15:30 uur (UTC+1) | Oostenrijk                                         | 3 – 2 | Duitsland                            | Simmeringer Had, Wenen Toeschouwers: 30.000 Scheidsrechter: Ákos Fehéry (HUN) |
| 26 september Vriendschappelijk № 62 «onderlinge duels» 15:30 uur (UTC+1) | Ferdinand Swatosch 64' Ferdinand Swatosch 83', 86' |       | 56' Hans Sutor 87' Leonhard Seiderer | Simmeringer Had, Wenen Toeschouwers: 30.000 Scheidsrechter: Ákos Fehéry (HUN) |

|                                                                        |                  |       |                                           | |
| 7 november Vriendschappelijk № 63 «onderlinge duels» 14:45 uur (UTC+1) | Hongarije        | 1 – 2 | Oostenrijk                                | Hungária Körúti Stadion, Boedapest Toeschouwers: 30.000 Scheidsrechter: Christiaan Groothoff (NED) |
| 7 november Vriendschappelijk № 63 «onderlinge duels» 14:45 uur (UTC+1) | József Braun 59' |       | 24' Richard Kuthan 43' Ferdinand Swatosch | Hungária Körúti Stadion, Boedapest Toeschouwers: 30.000 Scheidsrechter: Christiaan Groothoff (NED) |

### 1921
|                                                                      |                         |       |                                       |                                                                               |
| 26 maart Vriendschappelijk № 64 «onderlinge duels» 15:30 uur (UTC+1) | Oostenrijk              | 2 – 2 | Zweden                                | Simmeringer Had, Wenen Toeschouwers: 35.000 Scheidsrechter: Willem Boas (NED) |
| 26 maart Vriendschappelijk № 64 «onderlinge duels» 15:30 uur (UTC+1) | Richard Kuthan 43', 86' |       | 5' Viktor Horndahl 88' Erik Andersson | Simmeringer Had, Wenen Toeschouwers: 35.000 Scheidsrechter: Willem Boas (NED) |

|                                                                      |                                                                   |       |                 |                                                                               |
| 24 april Vriendschappelijk № 65 «onderlinge duels» 16:30 uur (UTC+1) | Oostenrijk                                                        | 4 – 1 | Hongarije       | Simmeringer Had, Wenen Toeschouwers: 50.000 Scheidsrechter: Job Mutters (NED) |
| 24 april Vriendschappelijk № 65 «onderlinge duels» 16:30 uur (UTC+1) | Richard Kuthan 51', 53' (pen.) Karl Wondrak 63' Karl Neubauer 70' |       | 67' György Orth | Simmeringer Had, Wenen Toeschouwers: 50.000 Scheidsrechter: Job Mutters (NED) |

|                                                                   |                                  |       |                                      |                                                                                 |
| 1 mei Vriendschappelijk № 66 «onderlinge duels» 15:00 uur (UTC+1) | Zwitserland                      | 2 – 2 | Oostenrijk                           | Espenmoos, Sankt Gallen Toeschouwers: 8.000 Scheidsrechter: Carl Koppehel (GER) |
| 1 mei Vriendschappelijk № 66 «onderlinge duels» 15:00 uur (UTC+1) | Max Brand 46' Kurt Friedrich 75' |       | 52' Richard Kuthan 63' Karl Neubauer | Espenmoos, Sankt Gallen Toeschouwers: 8.000 Scheidsrechter: Carl Koppehel (GER) |

|                                                                   |                                                          |       |                                                             | |
| 5 mei Vriendschappelijk № 67 «onderlinge duels» 16:00 uur (UTC+1) | Duitsland                                                | 3 – 3 | Oostenrijk                                                  | Stadion Dresdner FC Fußballring, Dresden Toeschouwers: 20.000 Scheidsrechter: Willem Eijmers (NED) |
| 5 mei Vriendschappelijk № 67 «onderlinge duels» 16:00 uur (UTC+1) | Luitpold Popp 7' Heinrich Träg 14' Leonhard Seiderer 58' |       | 33' (pen.) Richard Kuthan 58' Karl Wondrak 70' Josef Uridil | Stadion Dresdner FC Fußballring, Dresden Toeschouwers: 20.000 Scheidsrechter: Willem Eijmers (NED) |

|                                                                     |                |       |                                         |                                                                                     |
| 24 juli Vriendschappelijk № 68 «onderlinge duels» 18:00 uur (UTC+1) | Zweden         | 1 – 3 | Oostenrijk                              | Olympisch Stadion, Stockholm Toeschouwers: 18.000 Scheidsrechter: Willem Boas (NED) |
| 24 juli Vriendschappelijk № 68 «onderlinge duels» 18:00 uur (UTC+1) | Albin Dahl 44' |       | 9' Josef Uridil 17', 59' Richard Kuthan | Olympisch Stadion, Stockholm Toeschouwers: 18.000 Scheidsrechter: Willem Boas (NED) |

|                                                                     |                                         |       |                                          |                                                                                    |
| 31 juli Vriendschappelijk № 69 «onderlinge duels» 13:00 uur (UTC+2) | Finland                                 | 2 – 3 | Oostenrijk                               | Töölön Pallokenttä, Helsinki Toeschouwers: 8.000 Scheidsrechter: Willem Boas (NED) |
| 31 juli Vriendschappelijk № 69 «onderlinge duels» 13:00 uur (UTC+2) | Bruno Mantila 26' Josef Blum 65' (e.d.) |       | 47', 80' Josef Uridil 68' Johann Neumann | Töölön Pallokenttä, Helsinki Toeschouwers: 8.000 Scheidsrechter: Willem Boas (NED) |

### 1922
|                                                                        |                                                                       |       |                                            |                                                                                    |
| 15 januari Vriendschappelijk № 70 «onderlinge duels» 14:45 uur (UTC+1) | Italië                                                                | 3 – 3 | Oostenrijk                                 | Velodromo Sempione, Milaan Toeschouwers: 16.000 Scheidsrechter: John Forster (SUI) |
| 15 januari Vriendschappelijk № 70 «onderlinge duels» 14:45 uur (UTC+1) | Giovanni Moscardini 16', 46' Aristodemo Santamaria 26' Fritz Köck 65' |       | 20' (e.d.) Renzo De Vecchi 75' Franz Hansl | Velodromo Sempione, Milaan Toeschouwers: 16.000 Scheidsrechter: John Forster (SUI) |

|                                                                      |            |                                         |           |                                                                                 |
| 23 april Vriendschappelijk № 71 «onderlinge duels» 16:30 uur (UTC+1) | Oostenrijk | 0 – 2                                   | Duitsland | Hohe Wartestadion, Wenen Toeschouwers: 70.000 Scheidsrechter: Ferenc Gerő (HUN) |
| 23 april Vriendschappelijk № 71 «onderlinge duels» 16:30 uur (UTC+1) |            | 69' Viktor Weißenbacher 77' Adolf Jäger |           | Hohe Wartestadion, Wenen Toeschouwers: 70.000 Scheidsrechter: Ferenc Gerő (HUN) |

|                                                                      |                   |       |                 |                                                                                            |
| 30 april Vriendschappelijk № 72 «onderlinge duels» 16:45 uur (UTC+1) | Hongarije         | 1 – 1 | Oostenrijk      | Hungária Körúti Stadion, Boedapest Toeschouwers: 30.000 Scheidsrechter: Peco Bauwens (GER) |
| 30 april Vriendschappelijk № 72 «onderlinge duels» 16:45 uur (UTC+1) | György Molnár 51' |       | 41' Karl Jiszda | Hungária Körúti Stadion, Boedapest Toeschouwers: 30.000 Scheidsrechter: Peco Bauwens (GER) |

|                                                                     | |       |                   |                                                                                 |
| 11 juni Vriendschappelijk № 73 «onderlinge duels» 17:00 uur (UTC+1) | Oostenrijk | 7 – 1 | Zwitserland       | Hohe Wartestadion, Wenen Toeschouwers: 50.000 Scheidsrechter: Job Mutters (NED) |
| 11 juni Vriendschappelijk № 73 «onderlinge duels» 17:00 uur (UTC+1) | Josef Uridil 17' Josef Uridil 27' Josef Uridil 29' Richard Kuthan 30' Richard Kuthan 57' Adolf Fischera 58' Adolf Fischera 89' |       | 23' Albert Leiber | Hohe Wartestadion, Wenen Toeschouwers: 50.000 Scheidsrechter: Job Mutters (NED) |

|                                                                          |                                         |       |                        |                                                                                  |
| 24 september Vriendschappelijk № 74 «onderlinge duels» 15:30 uur (UTC+1) | Oostenrijk                              | 2 – 2 | Hongarije              | Hohe Wartestadion, Wenen Toeschouwers: 65.000 Scheidsrechter: Peco Bauwens (GER) |
| 24 september Vriendschappelijk № 74 «onderlinge duels» 15:30 uur (UTC+1) | Richard Kuthan 17' Ferdinand Wesely 80' |       | 22', 71' István Priboj | Hohe Wartestadion, Wenen Toeschouwers: 65.000 Scheidsrechter: Peco Bauwens (GER) |

|                                                                         |                   |       |                                         |                                                                              |
| 26 november Vriendschappelijk № 75 «onderlinge duels» 14:00 uur (UTC+1) | Hongarije         | 1 – 2 | Oostenrijk                              | Üllői Út, Boedapest Toeschouwers: 30.000 Scheidsrechter: Carl Koppehel (GER) |
| 26 november Vriendschappelijk № 75 «onderlinge duels» 14:00 uur (UTC+1) | György Molnár 21' |       | 61' Ferdinand Swatosch 67' Hans Kowanda | Üllői Út, Boedapest Toeschouwers: 30.000 Scheidsrechter: Carl Koppehel (GER) |

### 1923
|                                                                        |                                   |       |            |                                                                                   |
| 21 januari Vriendschappelijk № 76 «onderlinge duels» 14:30 uur (UTC+1) | Zwitserland                       | 2 – 0 | Oostenrijk | Parc des Sports, Genève Toeschouwers: 12.000 Scheidsrechter: Giovanni Mauro (ITA) |
| 21 januari Vriendschappelijk № 76 «onderlinge duels» 14:30 uur (UTC+1) | Robert Pache 44' Robert Pache 57' |       |            | Parc des Sports, Genève Toeschouwers: 12.000 Scheidsrechter: Giovanni Mauro (ITA) |

|                                                                      |            |       |        |                                                                                 |
| 15 april Vriendschappelijk № 77 «onderlinge duels» 16:30 uur (UTC+1) | Oostenrijk | 0 – 0 | Italië | Hohe Wartestadion, Wenen Toeschouwers: 70.400 Scheidsrechter: Willem Boas (NED) |
| 15 april Vriendschappelijk № 77 «onderlinge duels» 16:30 uur (UTC+1) |            |       |        | Hohe Wartestadion, Wenen Toeschouwers: 70.400 Scheidsrechter: Willem Boas (NED) |

|                                                                   |                        |       |           |                                                                                |
| 6 mei Vriendschappelijk № 78 «onderlinge duels» 16:30 uur (UTC+1) | Oostenrijk             | 1 – 0 | Hongarije | Hohe Wartestadion, Wenen Toeschouwers: 40.000 Scheidsrechter: Karl Grätz (TCH) |
| 6 mei Vriendschappelijk № 78 «onderlinge duels» 16:30 uur (UTC+1) | Ferdinand Swatosch 79' |       |           | Hohe Wartestadion, Wenen Toeschouwers: 40.000 Scheidsrechter: Karl Grätz (TCH) |

|                                                                     |                                                      |       |                                          |                                                                                     |
| 10 juni Vriendschappelijk № 79 «onderlinge duels» 13:30 uur (UTC+1) | Zweden                                               | 4 – 2 | Oostenrijk                               | Slottsskogsvallen, Göteborg Toeschouwers: 9.500 Scheidsrechter: Karel Herites (TCH) |
| 10 juni Vriendschappelijk № 79 «onderlinge duels» 13:30 uur (UTC+1) | Harry Dahl 39' Gunnar Olsson 43' Albin Dahl 73', 88' |       | 40' Ferdinand Swatosch 52' Gustav Wieser | Slottsskogsvallen, Göteborg Toeschouwers: 9.500 Scheidsrechter: Karel Herites (TCH) |

|                                                                         |                       |       |                  |                                                                                      |
| 15 augustus Vriendschappelijk № 80 «onderlinge duels» 17:00 uur (UTC+1) | Oostenrijk            | 2 – 1 | Finland          | Hohe Wartestadion, Wenen Toeschouwers: 35.000 Scheidsrechter: František Cejnar (TCH) |
| 15 augustus Vriendschappelijk № 80 «onderlinge duels» 17:00 uur (UTC+1) | Gustav Wieser 5', 75' |       | 42' Verner Eklöf | Hohe Wartestadion, Wenen Toeschouwers: 35.000 Scheidsrechter: František Cejnar (TCH) |

|                                                                          |                                             |       |            |                                                                                          |
| 23 september Vriendschappelijk № 81 «onderlinge duels» 15:45 uur (UTC+1) | Hongarije                                   | 2 – 0 | Oostenrijk | Hungária Körúti Stadion, Boedapest Toeschouwers: 38.000 Scheidsrechter: Karl Grätz (TCH) |
| 23 september Vriendschappelijk № 81 «onderlinge duels» 15:45 uur (UTC+1) | György Molnár 69' (pen.) Kálmán Csontos 72' |       |            | Hungária Körúti Stadion, Boedapest Toeschouwers: 38.000 Scheidsrechter: Karl Grätz (TCH) |

### 1924
|                                                                        |                                             |       |                                                           |                                                                         |
| 13 januari Vriendschappelijk № 82 «onderlinge duels» 15:00 uur (UTC+1) | Duitsland                                   | 4 – 3 | Oostenrijk                                                | Zabo, Neurenberg Toeschouwers: 20.000 Scheidsrechter: Ernst Hebak (TCH) |
| 13 januari Vriendschappelijk № 82 «onderlinge duels» 15:00 uur (UTC+1) | Karl Auer 24' Andreas Franz 35', 42' (pen.) |       | 67' Ferdinand Swatosch 79' Karl Jiszda 83' Johann Horvath | Zabo, Neurenberg Toeschouwers: 20.000 Scheidsrechter: Ernst Hebak (TCH) |

|                                                                        |        |                                                                 |            |                                                                                   |
| 20 januari Vriendschappelijk № 83 «onderlinge duels» 15:00 uur (UTC+1) | Italië | 0 – 4                                                           | Oostenrijk | Stadio Comunale, Genua Toeschouwers: 17.000 Scheidsrechter: Charles Barette (BEL) |
| 20 januari Vriendschappelijk № 83 «onderlinge duels» 15:00 uur (UTC+1) |        | 38' (pen.) Gustav Wieser 42' Ferdinand Swatosch 75' Karl Jiszda |            | Stadio Comunale, Genua Toeschouwers: 17.000 Scheidsrechter: Charles Barette (BEL) |

|                                                       |                      |       |                                                      |                                                                                     |
| 10 februari Vriendschappelijk № 84 «onderlinge duels» | Joegoslavië          | 1 – 4 | Oostenrijk                                           | Stadion Concordije, Zagreb Toeschouwers: 10.000 Scheidsrechter: Karel Herites (TCH) |
| 10 februari Vriendschappelijk № 84 «onderlinge duels» | Dragan Jovanović 56' |       | 4', 59', 87' Gustav Wieser 55' (pen.) Josef Hofbauer | Stadion Concordije, Zagreb Toeschouwers: 10.000 Scheidsrechter: Karel Herites (TCH) |

|                                                                   |                            |       |                                      |                                                                                               |
| 4 mei Vriendschappelijk № 85 «onderlinge duels» 17:00 uur (UTC+1) | Hongarije                  | 2 – 2 | Oostenrijk                           | Hungária Körúti Stadion, Boedapest Toeschouwers: 40.000 Scheidsrechter: Artur Björklund (SWE) |
| 4 mei Vriendschappelijk № 85 «onderlinge duels» 17:00 uur (UTC+1) | József Eisenhoffer 5', 64' |       | 48' Johann Horvath 88' Gustav Wieser | Hungária Körúti Stadion, Boedapest Toeschouwers: 40.000 Scheidsrechter: Artur Björklund (SWE) |

|                                                                    |                                               |       |                   |                                                                               |
| 20 mei Vriendschappelijk № 86 «onderlinge duels» 17:30 uur (UTC+1) | Oostenrijk                                    | 4 – 1 | Roemenië          | Simmeringer Had, Wenen Toeschouwers: 7.000 Scheidsrechter: Peco Bauwens (GER) |
| 20 mei Vriendschappelijk № 86 «onderlinge duels» 17:30 uur (UTC+1) | Karl Kanhäuser 2', 52', 85' Moses Häusler 77' |       | 73' Albert Ströck | Simmeringer Had, Wenen Toeschouwers: 7.000 Scheidsrechter: Peco Bauwens (GER) |

|                                                                    |                                                                      |       |           |                                                                                |
| 21 mei Vriendschappelijk № 87 «onderlinge duels» 17:30 uur (UTC+1) | Oostenrijk                                                           | 6 – 0 | Bulgarije | Simmeringer Had, Wenen Toeschouwers: 10.000 Scheidsrechter: Tivadar Kiss (HUN) |
| 21 mei Vriendschappelijk № 87 «onderlinge duels» 17:30 uur (UTC+1) | Johann Horvath 31', 48', 49' Max Grünwald 45', 49' Leopold Danis 73' |       |           | Simmeringer Had, Wenen Toeschouwers: 10.000 Scheidsrechter: Tivadar Kiss (HUN) |

|                                                                     |                                                       |       |        |                                                                                   |
| 22 juni Vriendschappelijk № 88 «onderlinge duels» 17:30 uur (UTC+1) | Oostenrijk                                            | 3 – 1 | Egypte | Hohe Wartestadion, Wenen Toeschouwers: 50.000 Scheidsrechter: Karel Herites (TCH) |
| 22 juni Vriendschappelijk № 88 «onderlinge duels» 17:30 uur (UTC+1) | Otto Höss 47' Ferdinand Wesely 52' Johann Horvath 54' |       | ?      | Hohe Wartestadion, Wenen Toeschouwers: 50.000 Scheidsrechter: Karel Herites (TCH) |

|                                                                          |                                         |       |                 |                                                                                     |
| 14 september Vriendschappelijk № 89 «onderlinge duels» 15:30 uur (UTC+1) | Oostenrijk                              | 2 – 1 | Hongarije       | Hohe Wartestadion, Wenen Toeschouwers: 45.000 Scheidsrechter: Charles Barette (BEL) |
| 14 september Vriendschappelijk № 89 «onderlinge duels» 15:30 uur (UTC+1) | Johann Horvath 40' Ferdinand Wesely 87' |       | 45' György Orth | Hohe Wartestadion, Wenen Toeschouwers: 45.000 Scheidsrechter: Charles Barette (BEL) |

|                                                                        |                             |       |                     |                                                                                 |
| 9 november Vriendschappelijk № 90 «onderlinge duels» 14:00 uur (UTC+1) | Oostenrijk                  | 1 – 1 | Zweden              | Simmeringer Had, Wenen Toeschouwers: 40.000 Scheidsrechter: Marcel Slawik (FRA) |
| 9 november Vriendschappelijk № 90 «onderlinge duels» 14:00 uur (UTC+1) | Ferdinand Wesely 23' (pen.) |       | 41' Gunnar Paulsson | Simmeringer Had, Wenen Toeschouwers: 40.000 Scheidsrechter: Marcel Slawik (FRA) |

|                                                                       |                                        |       |                    |                                                                                         |
| 21 december Vriendschappelijk № 91 «onderlinge duels» 14:30 uur (UTC) | Spanje                                 | 2 – 1 | Oostenrijk         | Camp de Les Corts, Barcelona Toeschouwers: 25.000 Scheidsrechter: Charles Barette (BEL) |
| 21 december Vriendschappelijk № 91 «onderlinge duels» 14:30 uur (UTC) | Antonio Juantegui 3' José Samitier 87' |       | 31' Johann Horvath | Camp de Les Corts, Barcelona Toeschouwers: 25.000 Scheidsrechter: Charles Barette (BEL) |

### 1925
|                                                                      |                                     |       |             |                                                                                      |
| 22 maart Vriendschappelijk № 92 «onderlinge duels» 15:30 uur (UTC+1) | Oostenrijk                          | 2 – 0 | Zwitserland | Hohe Wartestadion, Wenen Toeschouwers: 40.000 Scheidsrechter: Mihály Iváncsics (HUN) |
| 22 maart Vriendschappelijk № 92 «onderlinge duels» 15:30 uur (UTC+1) | Fritz Gschweidl 4' Hans Horvath 41' |       |             | Hohe Wartestadion, Wenen Toeschouwers: 40.000 Scheidsrechter: Mihály Iváncsics (HUN) |

|                                                                      |           |                                                                     |            |                                                                                   |
| 19 april Vriendschappelijk № 93 «onderlinge duels» 15:00 uur (UTC+1) | Frankrijk | 0 – 4                                                               | Oostenrijk | Stade Pershing, Parijs Toeschouwers: 25.000 Scheidsrechter: Antonio Scamoni (ITA) |
| 19 april Vriendschappelijk № 93 «onderlinge duels» 15:00 uur (UTC+1) |           | 11', 27' Ferdinand Swatosch 22' Gustav Wieser 84' Wilhelm Morocutti |            | Stade Pershing, Parijs Toeschouwers: 25.000 Scheidsrechter: Antonio Scamoni (ITA) |

|                                                                   |                                        |       |                   |                                                                                      |
| 5 mei Vriendschappelijk № 94 «onderlinge duels» 17:30 uur (UTC+1) | Oostenrijk                             | 3 – 1 | Hongarije         | Hohe Wartestadion, Wenen Toeschouwers: 43.000 Scheidsrechter: František Cejnar (TCH) |
| 5 mei Vriendschappelijk № 94 «onderlinge duels» 17:30 uur (UTC+1) | Moses Häusler 31' Otto Haftel 38', 88' |       | 24' József Takács | Hohe Wartestadion, Wenen Toeschouwers: 43.000 Scheidsrechter: František Cejnar (TCH) |

|                                                                    |                                                         |       |                        |                                                                                 |
| 24 mei Vriendschappelijk № 95 «onderlinge duels» 18:00 uur (UTC+1) | Tsjecho-Slowakije                                       | 3 – 1 | Oostenrijk             | Letná Stadion, Praag Toeschouwers: 15.000 Scheidsrechter: Charles Barette (BEL) |
| 24 mei Vriendschappelijk № 95 «onderlinge duels» 18:00 uur (UTC+1) | Ferenc Szedlacsik 33' Josef Čapek 58' Karel Severin 63' |       | 52' Ferdinand Swatosch | Letná Stadion, Praag Toeschouwers: 15.000 Scheidsrechter: Charles Barette (BEL) |

|                                                                    |                                 |       |                                                     |                                                                                      |
| 5 juli Vriendschappelijk № 96 «onderlinge duels» 14:00 uur (UTC+1) | Zweden                          | 2 – 4 | Oostenrijk                                          | Olympisch Stadion, Stockholm Toeschouwers: 14.000 Scheidsrechter: Peco Bauwens (GER) |
| 5 juli Vriendschappelijk № 96 «onderlinge duels» 14:00 uur (UTC+1) | Sven Rydell 64' Tore Keller 82' |       | 11', 22', 61' Johann Horvath 60' Ferdinand Swatosch | Olympisch Stadion, Stockholm Toeschouwers: 14.000 Scheidsrechter: Peco Bauwens (GER) |

|                                                                     |                        |       |                                       |                                                                                       |
| 10 juli Vriendschappelijk № 97 «onderlinge duels» 19:00 uur (UTC+2) | Finland                | 1 – 2 | Oostenrijk                            | Töölön Pallokenttä, Helsinki Toeschouwers: 4.000 Scheidsrechter: Axel Bergqvist (SWE) |
| 10 juli Vriendschappelijk № 97 «onderlinge duels» 19:00 uur (UTC+2) | Verner Eklöf 4' (pen.) |       | 40' Franz Dumser 50' Ferdinand Wesely | Töölön Pallokenttä, Helsinki Toeschouwers: 4.000 Scheidsrechter: Axel Bergqvist (SWE) |

|                                                                          |                   |       |                       |                                                                              |
| 20 september Vriendschappelijk № 98 «onderlinge duels» 16:00 uur (UTC+1) | Hongarije         | 1 – 1 | Oostenrijk            | Üllői Út, Boedapest Toeschouwers: 33.000 Scheidsrechter: Karel Herites (TCH) |
| 20 september Vriendschappelijk № 98 «onderlinge duels» 16:00 uur (UTC+1) | István Priboj 36' |       | 49' (e.d.) Lajos Buza | Üllői Út, Boedapest Toeschouwers: 33.000 Scheidsrechter: Karel Herites (TCH) |

|                                                                          |            |                     |        |                                                                                      |
| 27 september Vriendschappelijk № 99 «onderlinge duels» 15:00 uur (UTC+1) | Oostenrijk | 0 – 1               | Spanje | Hohe Wartestadion, Wenen Toeschouwers: 55.000 Scheidsrechter: František Cejnar (TCH) |
| 27 september Vriendschappelijk № 99 «onderlinge duels» 15:00 uur (UTC+1) |            | 16' Eduardo Cubells |        | Hohe Wartestadion, Wenen Toeschouwers: 55.000 Scheidsrechter: František Cejnar (TCH) |

|                                                                         |                                       |       |            |                                                                                    |
| 8 november Vriendschappelijk № 100 «onderlinge duels» 14:45 uur (UTC+1) | Zwitserland                           | 2 – 0 | Oostenrijk | Wankdorf Stadion, Bern Toeschouwers: 12.000 Scheidsrechter: Mihály Iváncsics (HUN) |
| 8 november Vriendschappelijk № 100 «onderlinge duels» 14:45 uur (UTC+1) | Max Abegglen 60' Raymond Passello 68' |       |            | Wankdorf Stadion, Bern Toeschouwers: 12.000 Scheidsrechter: Mihály Iváncsics (HUN) |

|                                                                        |                                                    |       |                                                                  |                                                                                       |
| 13 december Vriendschappelijk № 101 «onderlinge duels» 14:00 uur (UTC) | België                                             | 3 – 4 | Oostenrijk                                                       | Stade du Pont d'Ougrée, Ougrée Toeschouwers: 18.000 Scheidsrechter: Job Mutters (NED) |
| 13 december Vriendschappelijk № 101 «onderlinge duels» 14:00 uur (UTC) | Ivan Thys 1' Maurice Gillis 47' Raymond Braine 61' |       | 2' Gustav Wieser 6', 11' Wilhelm Morocutti 55' Viktor Hierländer | Stade du Pont d'Ougrée, Ougrée Toeschouwers: 18.000 Scheidsrechter: Job Mutters (NED) |

### 1926
|                                                                       |                                             |       |                   |                                                                                      |
| 14 maart Vriendschappelijk № 102 «onderlinge duels» 15:30 uur (UTC+1) | Oostenrijk                                  | 2 – 0 | Tsjecho-Slowakije | Hohe Wartestadion, Wenen Toeschouwers: 40.000 Scheidsrechter: Mihály Iváncsics (HUN) |
| 14 maart Vriendschappelijk № 102 «onderlinge duels» 15:30 uur (UTC+1) | Wilhelm Morocutti 20' Viktor Hierländer 60' |       |                   | Hohe Wartestadion, Wenen Toeschouwers: 40.000 Scheidsrechter: Mihály Iváncsics (HUN) |

|                                                                    |           |                                                      |            |                                                                                             |
| 2 mei Vriendschappelijk № 103 «onderlinge duels» 17:00 uur (UTC+1) | Hongarije | 0 – 3                                                | Oostenrijk | Hungária Körúti Stadion, Boedapest Toeschouwers: 35.000 Scheidsrechter: Karel Herites (TCH) |
| 2 mei Vriendschappelijk № 103 «onderlinge duels» 17:00 uur (UTC+1) |           | 7' Franz Eckl 43' Rudolf Hanel 54' Wilhelm Morocutti |            | Hungária Körúti Stadion, Boedapest Toeschouwers: 35.000 Scheidsrechter: Karel Herites (TCH) |

|                                                                     |                                                               |       |           |                                                                                           |
| 30 mei Vriendschappelijk № 104 «onderlinge duels» 17:00 uur (UTC+1) | Oostenrijk                                                    | 4 – 1 | Frankrijk | Simmeringer Sportplatz, Wenen Toeschouwers: 25.000 Scheidsrechter: František Cejnar (TCH) |
| 30 mei Vriendschappelijk № 104 «onderlinge duels» 17:00 uur (UTC+1) | Rudolf Hanel 16' Ferdinand Wesely 61', 89' Robert Juranic 65' |       |           | Simmeringer Sportplatz, Wenen Toeschouwers: 25.000 Scheidsrechter: František Cejnar (TCH) |

|                                                                           |                                    |       |                                                         |                                                                                          |
| 19 september Vriendschappelijk № 105 «onderlinge duels» 16:00 uur (UTC+1) | Oostenrijk                         | 2 – 3 | Hongarije                                               | Hohe Wartestadion, Wenen Toeschouwers: 40.000 Scheidsrechter: Ladislav Štépanovský (TCH) |
| 19 september Vriendschappelijk № 105 «onderlinge duels» 16:00 uur (UTC+1) | Ferdinand Wesely 55' Otto Höss 56' |       | 2' József Holzbauer 62' József Jeszmás 83' Vilmos Kohut | Hohe Wartestadion, Wenen Toeschouwers: 40.000 Scheidsrechter: Ladislav Štépanovský (TCH) |

|                                                                           |                   |       |                                              |                                                                               |
| 28 september Vriendschappelijk № 106 «onderlinge duels» 16:00 uur (UTC+1) | Tsjecho-Slowakije | 1 – 2 | Oostenrijk                                   | Letná Stadion, Praag Toeschouwers: 20.000 Scheidsrechter: John Langenus (BEL) |
| 28 september Vriendschappelijk № 106 «onderlinge duels» 16:00 uur (UTC+1) | Josef Jelínek 49' |       | 27' Matthias Sindelar 83' Siegfried Wortmann | Letná Stadion, Praag Toeschouwers: 20.000 Scheidsrechter: John Langenus (BEL) |

|                                                                         | |       |                                |                                                                                 |
| 10 oktober Vriendschappelijk № 107 «onderlinge duels» 15:00 uur (UTC+1) | Oostenrijk | 7 – 1 | Zwitserland                    | Hohe Wartestadion, Wenen Toeschouwers: 19.027 Scheidsrechter: Ferenc Gerő (HUN) |
| 10 oktober Vriendschappelijk № 107 «onderlinge duels» 15:00 uur (UTC+1) | Johann Klima 3' Matthias Sindelar 13' Hans Horvath 14' Hans Horvath 42' Hans Horvath 55' Matthias Sindelar 56' Ferdinand Wesely 90' |       | 51' Aldo Poretti 57' Max Brand | Hohe Wartestadion, Wenen Toeschouwers: 19.027 Scheidsrechter: Ferenc Gerő (HUN) |

|                                                                         |                                                          |       |                    |                                                                                  |
| 7 november Vriendschappelijk № 108 «onderlinge duels» 14:30 uur (UTC+1) | Oostenrijk                                               | 3 – 1 | Zweden             | Hohe Wartestadion, Wenen Toeschouwers: 38.000 Scheidsrechter: Peco Bauwens (GER) |
| 7 november Vriendschappelijk № 108 «onderlinge duels» 14:30 uur (UTC+1) | Johann Horvath 1' Johann Klima 44' Matthias Sindelar 83' |       | 14' Gunnar Rydberg | Hohe Wartestadion, Wenen Toeschouwers: 38.000 Scheidsrechter: Peco Bauwens (GER) |

### 1927
|                                                                       |                |       |                                 |                                                                                      |
| 20 maart Vriendschappelijk № 109 «onderlinge duels» 16:00 uur (UTC+1) | Oostenrijk     | 1 – 2 | Tsjecho-Slowakije               | Hohe Wartestadion, Wenen Toeschouwers: 45.000 Scheidsrechter: Mihály Iváncsics (HUN) |
| 20 maart Vriendschappelijk № 109 «onderlinge duels» 16:00 uur (UTC+1) | Josef Blum 87' |       | 3' Antonín Puč 11' Josef Maloun | Hohe Wartestadion, Wenen Toeschouwers: 45.000 Scheidsrechter: Mihály Iváncsics (HUN) |

|                                                                       |                                                                                             |       |           |                                                                                      |
| 10 april Vriendschappelijk № 110 «onderlinge duels» 16:00 uur (UTC+1) | Oostenrijk                                                                                  | 6 – 0 | Hongarije | Hohe Wartestadion, Wenen Toeschouwers: 42.000 Scheidsrechter: František Cejnar (TCH) |
| 10 april Vriendschappelijk № 110 «onderlinge duels» 16:00 uur (UTC+1) | Karl Jiszda 26', 32' Karl Rappan 29' Josef Blum 42' Ferdinand Wesely 54' Johann Horvath 84' |       |           | Hohe Wartestadion, Wenen Toeschouwers: 42.000 Scheidsrechter: František Cejnar (TCH) |

|                                                                     |                                                           |       |                   |                                                                                      |
| 22 mei Vriendschappelijk № 111 «onderlinge duels» 17:00 uur (UTC+1) | Oostenrijk                                                | 4 – 1 | België            | Hohe Wartestadion, Wenen Toeschouwers: 28.000 Scheidsrechter: Mihály Iváncsics (HUN) |
| 22 mei Vriendschappelijk № 111 «onderlinge duels» 17:00 uur (UTC+1) | Karl Jiszda 11' Toni Schall 52', 78' Ferdinand Wesely 73' |       | 35' Pierre Braine | Hohe Wartestadion, Wenen Toeschouwers: 28.000 Scheidsrechter: Mihály Iváncsics (HUN) |

|                                                                     |                 |       |                                                                                      |                                                                                      |
| 29 mei Vriendschappelijk № 112 «onderlinge duels» 15:00 uur (UTC+1) | Zwitserland     | 1 – 4 | Oostenrijk                                                                           | Sportplatz Förrlibuck, Zürich Toeschouwers: 15.000 Scheidsrechter: Job Mutters (NED) |
| 29 mei Vriendschappelijk № 112 «onderlinge duels» 15:00 uur (UTC+1) | Willy Jäggi 68' |       | 20' (e.d.) Edmond De Weck 40' Leopold Giebisch 48' (pen.) Josef Blum 84' Karl Jiszda | Sportplatz Förrlibuck, Zürich Toeschouwers: 15.000 Scheidsrechter: Job Mutters (NED) |

|                                                                           |                                         |       |            |                                                                                |
| 18 september Vriendschappelijk № 113 «onderlinge duels» 16:00 uur (UTC+1) | Tsjecho-Slowakije                       | 2 – 0 | Oostenrijk | Strahovstadion, Praag Toeschouwers: 25.000 Scheidsrechter: Ernest Fabris (YUG) |
| 18 september Vriendschappelijk № 113 «onderlinge duels» 16:00 uur (UTC+1) | Karel Podrazil 10' Josef Kratochvíl 55' |       |            | Strahovstadion, Praag Toeschouwers: 25.000 Scheidsrechter: Ernest Fabris (YUG) |

| |                                                                                             |       |                                                           |                                                                                  |
| 25 september Centraal-Europese Internationale Beker 1927-1930 № 114 «onderlinge duels» 15:30 uur (UTC+1) | Hongarije                                                                                   | 5 – 3 | Oostenrijk                                                | Üllői Út, Boedapest Toeschouwers: 38.000 Scheidsrechter: Albert Prince-Cox (ENG) |
| 25 september Centraal-Europese Internationale Beker 1927-1930 № 114 «onderlinge duels» 15:30 uur (UTC+1) | József Takács 18' Vilmos Kohut 27' Albert Ströck 51' József Holzbauer 62' Ferenc Hirzer 67' |       | 11' Ferdinand Wesely 13' Ignaz Siegl 84' Ferdinand Wesely | Üllői Út, Boedapest Toeschouwers: 38.000 Scheidsrechter: Albert Prince-Cox (ENG) |

| |        |           |            |                                                                                        |
| 6 november Centraal-Europese Internationale Beker 1927-1930 № 115 «onderlinge duels» 14:30 uur (UTC+1) | Italië | 0 – 1     | Oostenrijk | Stadio Littorale, Bologna Toeschouwers: 30.000 Scheidsrechter: Albert Prince-Cox (ENG) |
| 6 november Centraal-Europese Internationale Beker 1927-1930 № 115 «onderlinge duels» 14:30 uur (UTC+1) |        | 44' Runge |            | Stadio Littorale, Bologna Toeschouwers: 30.000 Scheidsrechter: Albert Prince-Cox (ENG) |

### 1928
|                                                                      |                            |       |                                           | |
| 8 januari Vriendschappelijk № 116 «onderlinge duels» 14:00 uur (UTC) | België                     | 1 – 2 | Oostenrijk                                | Stade à Molenbeek-Saint-Jean, Sint-Jans-Molenbeek Toeschouwers: 25.000 Scheidsrechter: Engelbert George van Bisselick (NED) |
| 8 januari Vriendschappelijk № 116 «onderlinge duels» 14:00 uur (UTC) | François Ledent 75' (pen.) |       | 8' Viktor Hierländer 59' Ferdinand Wesely | Stade à Molenbeek-Saint-Jean, Sint-Jans-Molenbeek Toeschouwers: 25.000 Scheidsrechter: Engelbert George van Bisselick (NED) |

| |            |                 |                   |                                                                                   |
| 1 april Centraal-Europese Internationale Beker 1927-1930 № 117 «onderlinge duels» 16:30 uur (UTC+1) | Oostenrijk | 0 – 1           | Tsjecho-Slowakije | Hohe Wartestadion, Wenen Toeschouwers: 50.575 Scheidsrechter: John Langenus (BEL) |
| 1 april Centraal-Europese Internationale Beker 1927-1930 № 117 «onderlinge duels» 16:30 uur (UTC+1) |            | 38' Josef Silný |                   | Hohe Wartestadion, Wenen Toeschouwers: 50.575 Scheidsrechter: John Langenus (BEL) |

|                                                                    |                                                                      |       |                                                                              |                                                                                            |
| 6 mei Vriendschappelijk № 118 «onderlinge duels» 16:30 uur (UTC+1) | Hongarije                                                            | 5 – 5 | Oostenrijk                                                                   | Hungária Körúti Stadion, Boedapest Toeschouwers: 33.000 Scheidsrechter: Gustav Krist (TCH) |
| 6 mei Vriendschappelijk № 118 «onderlinge duels» 16:30 uur (UTC+1) | Vilmos Kohut 2', 27', 43' Ferenc Hirzer 16' (pen.) Albert Ströck 50' |       | 23', 37', 52' Franz Weselik 90' (pen.) Ferdinand Wesely 82' Willibald Kirbes | Hungária Körúti Stadion, Boedapest Toeschouwers: 33.000 Scheidsrechter: Gustav Krist (TCH) |

|                                                                    |                                            |       |             |                                                                                     |
| 6 mei Vriendschappelijk № 119 «onderlinge duels» 17:00 uur (UTC+1) | Oostenrijk                                 | 3 – 0 | Joegoslavië | Hohe Wartestadion, Wenen Toeschouwers: 15.000 Scheidsrechter: Bohumil Ženišek (TCH) |
| 6 mei Vriendschappelijk № 119 «onderlinge duels» 17:00 uur (UTC+1) | Karl Schneider 26' Robert Juranic 52', 68' |       |             | Hohe Wartestadion, Wenen Toeschouwers: 15.000 Scheidsrechter: Bohumil Ženišek (TCH) |

|                                                                      |                        |       |                                                        |                                                                                          |
| 29 juli Vriendschappelijk № 120 «onderlinge duels» 14:00 uur (UTC+1) | Zweden                 | 2 – 3 | Oostenrijk                                             | Olympisch Stadion, Stockholm Toeschouwers: 17.000 Scheidsrechter: Lauritz Andersen (DEN) |
| 29 juli Vriendschappelijk № 120 «onderlinge duels» 14:00 uur (UTC+1) | Harry Lundahl 17', 22' |       | 25' Fritz Gschweidl 35' Josef Smistik 71' Rudolf Seidl | Olympisch Stadion, Stockholm Toeschouwers: 17.000 Scheidsrechter: Lauritz Andersen (DEN) |

|                                                                                             |                        |       |                                                        |                                                                                      |
| 7 oktober Centraal-Europese Internationale Beker № 121 «onderlinge duels» 15:30 uur (UTC+1) | Oostenrijk             | 5 – 1 | Hongarije                                              | Hohe Wartestadion, Wenen Toeschouwers: 17.000 Scheidsrechter: Lauritz Andersen (DEN) |
| 7 oktober Centraal-Europese Internationale Beker № 121 «onderlinge duels» 15:30 uur (UTC+1) | Harry Lundahl 17', 22' |       | 25' Fritz Gschweidl 35' Josef Smistik 71' Rudolf Seidl | Hohe Wartestadion, Wenen Toeschouwers: 17.000 Scheidsrechter: Lauritz Andersen (DEN) |

|                                                                                              |                                          |       |             |                                                                                  |
| 28 oktober Centraal-Europese Internationale Beker № 122 «onderlinge duels» 14:45 uur (UTC+1) | Oostenrijk                               | 2 – 0 | Zwitserland | Hohe Wartestadion, Wenen Toeschouwers: 38.447 Scheidsrechter: Peco Bauwens (GER) |
| 28 oktober Centraal-Europese Internationale Beker № 122 «onderlinge duels» 14:45 uur (UTC+1) | Hans Tandler 25' Hans Tandler 29' (pen.) |       |             | Hohe Wartestadion, Wenen Toeschouwers: 38.447 Scheidsrechter: Peco Bauwens (GER) |

|                                                                          |                         |       |                                  |                                                                                     |
| 11 november Vriendschappelijk № 123 «onderlinge duels» 15:00 uur (UTC+1) | Italië                  | 2 – 2 | Oostenrijk                       | Stadio Nazionale PNF, Rome Toeschouwers: 28.000 Scheidsrechter: John Langenus (BEL) |
| 11 november Vriendschappelijk № 123 «onderlinge duels» 15:00 uur (UTC+1) | Leopoldo Conti 18' (44) |       | 11' Franz Runge 39' Hans Tandler | Stadio Nazionale PNF, Rome Toeschouwers: 28.000 Scheidsrechter: John Langenus (BEL) |

### 1929
|                                                                       |                                                           |       |                                        |                                                                              |
| 17 maart Vriendschappelijk № 124 «onderlinge duels» 15:45 uur (UTC+1) | Tsjecho-Slowakije                                         | 3 – 3 | Oostenrijk                             | Letná Stadion, Praag Toeschouwers: 23.000 Scheidsrechter: Frigyes Klug (HUN) |
| 17 maart Vriendschappelijk № 124 «onderlinge duels» 15:45 uur (UTC+1) | Josef Silný 43' Jindřich Šoltys 47' František Svoboda 80' |       | 18' Ignaz Siegl 20', 87' Franz Weselik | Letná Stadion, Praag Toeschouwers: 23.000 Scheidsrechter: Frigyes Klug (HUN) |

|                                                                      |                                           |       |        |                                                                                       |
| 7 april Vriendschappelijk № 125 «onderlinge duels» 16:30 uur (UTC+1) | Oostenrijk                                | 3 – 0 | Italië | Hohe Wartestadion, Wenen Toeschouwers: 49.000 Scheidsrechter: Albert Prince-Cox (ENG) |
| 7 april Vriendschappelijk № 125 «onderlinge duels» 16:30 uur (UTC+1) | Johann Horvath 19', 38' Franz Weselik 23' |       |        | Hohe Wartestadion, Wenen Toeschouwers: 49.000 Scheidsrechter: Albert Prince-Cox (ENG) |

|                                                                    |                                   |       |                        |                                                                                    |
| 5 mei Vriendschappelijk № 126 «onderlinge duels» 17:00 uur (UTC+1) | Oostenrijk                        | 2 – 2 | Hongarije              | Hohe Wartestadion, Wenen Toeschouwers: 49.000 Scheidsrechter: Albino Carraro (ITA) |
| 5 mei Vriendschappelijk № 126 «onderlinge duels» 17:00 uur (UTC+1) | Ignaz Siegl 25' Franz Weselik 82' |       | 15', 89' József Takács | Hohe Wartestadion, Wenen Toeschouwers: 49.000 Scheidsrechter: Albino Carraro (ITA) |

|                                                                           |                                              |       |                      |                                                                                    |
| 15 september Vriendschappelijk № 127 «onderlinge duels» 16:00 uur (UTC+1) | Oostenrijk                                   | 2 – 1 | Tsjecho-Slowakije    | Hohe Wartestadion, Wenen Toeschouwers: 37.198 Scheidsrechter: Albino Carraro (ITA) |
| 15 september Vriendschappelijk № 127 «onderlinge duels» 16:00 uur (UTC+1) | Fritz Gschweidl 38' Franz Weselik 41' (pen.) |       | 28' Josef Kratochvíl | Hohe Wartestadion, Wenen Toeschouwers: 37.198 Scheidsrechter: Albino Carraro (ITA) |

|                                                                        |                                   |       |                  |                                                                                             |
| 6 oktober Vriendschappelijk № 128 «onderlinge duels» 16:00 uur (UTC+1) | Hongarije                         | 2 – 1 | Oostenrijk       | Hungária Körúti Stadion, Boedapest Toeschouwers: 32.000 Scheidsrechter: Sophus Hansen (DEN) |
| 6 oktober Vriendschappelijk № 128 «onderlinge duels» 16:00 uur (UTC+1) | József Takács 11' István Avar 52' |       | 82' Johann Klima | Hungária Körúti Stadion, Boedapest Toeschouwers: 32.000 Scheidsrechter: Sophus Hansen (DEN) |

|                                                                                              |                      |       |                                                    |                                                                                |
| 27 oktober Centraal-Europese Internationale Beker № 129 «onderlinge duels» 15:00 uur (UTC+1) | Zwitserland          | 1 – 3 | Oostenrijk                                         | Wankdorf Stadion, Bern Toeschouwers: 16.000 Scheidsrechter: Per Andersen (NOR) |
| 27 oktober Centraal-Europese Internationale Beker № 129 «onderlinge duels» 15:00 uur (UTC+1) | Raymond Passello 45' |       | 25' Karl Stoiber 62' Hans Horvath 84' Anton Schall | Wankdorf Stadion, Bern Toeschouwers: 16.000 Scheidsrechter: Per Andersen (NOR) |

België · Bulgarije · Denemarken · Duitsland · Engeland · Estland · Finland · Frankrijk · Griekenland · Hongarije · Ierland · Italië · Joegoslavië · Letland · Litouwen · Luxemburg · Nederland · Noord-Ierland · Noorwegen · Oostenrijk · Polen · Portugal · Roemenië · Schotland · Sovjet-Unie · Spanje · Tsjecho-Slowakije · Turkije · Wales · Zweden · Zwitserland
ÖFB · A-internationals · Selecties · Bondscoaches · Oostenrijks vrouwenelftal · Olympisch elftal · Oostenrijk U21 · Oostenrijk U20 · Oostenrijk U19 · Oostenrijk U18 · Oostenrijk U17 · Oostenrijk U16 · Vrouwen U17
1902 – 1919 ·
1920 – 1929 ·
1930 – 1939 ·
1940 – 1949 ·
1950 – 1959 ·
1960 – 1969 ·
1970 – 1979 ·
1980 – 1989 ·
1990 – 1999 ·
2000 – 2009 ·
2010 – 2019 ·
2020 – 2029
EK's: 2008 · 
2016 · 
2020 · 
2024
WK's: 1934 · 
1954 · 
1958 · 
1978 · 
1982 · 
1990 · 
1998
OS: 1912 ·
1936 ·
1948 ·
1952
1902 · 
1903 · 
1904 · 
1905 · 
1906 · 
1907 · 
1908 · 
1909 · 
1910 · 
1911 · 
1912 · 
1913 · 
1914 · 
1915 · 
1916 · 
1917 · 
1918 · 
1919 · 
1920 · 
1921 · 
1922 · 
1923 · 
1924 · 
1925 · 
1926 · 
1927 · 
1928 · 
1929 · 
1930 · 
1931 · 
1932 · 
1933 · 
1934 · 
1935 · 
1936 · 
1937 · 
1938 · 1939 · 1940 · 1941 · 1942 · 1943 · 1944 · 1945 · 
1946 · 
1947 · 
1948 · 
1949 · 
1950 · 
1952 · 
1952 · 
1953 · 
1954 · 
1955 · 
1956 · 
1957 · 
1958 · 
1959 · 
1960 · 
1961 · 
1962 · 
1963 · 
1964 · 
1965 · 
1966 · 
1967 · 
1968 · 
1969 · 
1970 · 
1971 · 
1972 · 
1973 · 
1974 · 
1975 · 
1976 · 
1977 · 
1978 · 
1979 · 
1980 · 
1981 · 
1982 · 
1983 · 
1984 · 
1985 · 
1986 · 
1987 · 
1988 · 
1989 · 
1990 ·
1991 · 
1992 · 
1993 · 
1994 · 
1995 · 
1996 · 
1997 · 
1998 · 
1999 · 
2000 · 
2001 · 
2002 · 
2003 · 
2004 · 
2005 · 
2006 · 
2007 · 
2008 · 
2009 · 
2010 · 
2011 · 
2012 · 
2013 · 
2014 · 
2015 · 
2016 · 
2017 · 
2018 · 
2019 · 
2020 · 
2021 ·
2022
Albanië ·
Algerije ·
Andorra ·
Argentinië ·
Azerbeidzjan ·
België ·
Bosnië en Herzegovina ·
Brazilië ·
Bulgarije ·
Canada ·
Chili ·
Costa Rica ·
Cyprus ·
Denemarken ·
DDR ·
Duitsland ·
Egypte ·
Engeland ·
Estland ·
Faeröer ·
Finland ·
Frankrijk ·
Georgië ·
Ghana ·
Griekenland ·
Hongarije ·
Ierland ·
IJsland ·
Iran ·
Israël ·
Italië ·
Ivoorkust ·
Japan ·
Joegoslavië ·
Kameroen ·
Kazachstan ·
Kroatië ·
Letland ·
Liechtenstein ·
Litouwen ·
Luxemburg ·
Malta ·
Moldavië ·
Montenegro ·
Nederland ·
Nigeria ·
Noord-Ierland ·
Noord-Macedonië ·
Noorwegen ·
Oekraïne ·
Paraguay ·
Peru ·
Polen ·
Portugal ·
Roemenië ·
Rusland ·
San Marino ·
Schotland ·
Servië ·
Slovenië ·
Slowakije ·
Sovjet-Unie ·
Spanje ·
Trinidad en Tobago ·
Tsjechië ·
Tsjecho-Slowakije ·
Tunesië ·
Turkije ·
Uruguay ·
Venezuela ·
Verenigde Staten ·
Wales ·
Wit-Rusland ·
Zweden ·
Zwitserland
Algerije (1982) · 
Chili (1982) · 
Duitsland (2008) · 
Frankrijk (1982) · 
Hongarije (2016) · 
Italië (2021) · 
Kroatië (2008) · 
Nederland (2021) · 
Noord-Ierland (1982) · 
Noord-Macedonië (2021) · 
Oekraïne (2021) · 
Polen (2008) ·  
Portugal (2016) · 
West-Duitsland (1982)